# چرخند حاره‌ای اطلس جنوبی

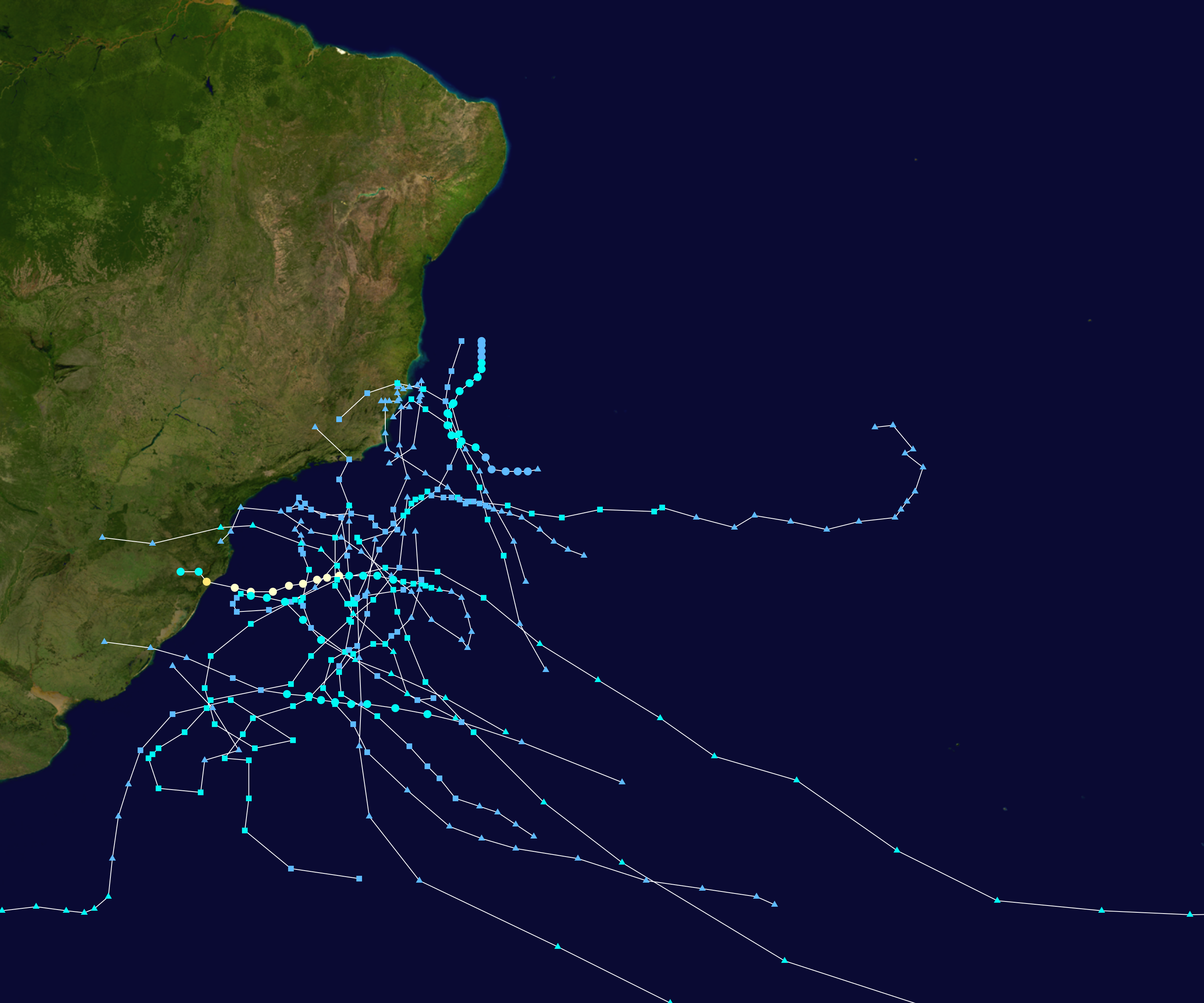
مسیرهای چرخندهای حارّه‌ای و جنب‌حارّه‌ای اقیانوس اطلس جنوبی از سال ۲۰۰۴

چرخندهای حارّه‌ای اطلس جنوبی (انگلیسی: South Atlantic tropical cyclones) رویدادهای آب و هوایی غیرعادی هستند که در نیم‌کره جنوبی رخ می‌دهند. چینش باد قوی که شکل‌گیری چرخندها را مختل می‌کند، و همچنین عدم وجود اختلالات آب و هوایی مطلوب برای توسعه در اقیانوس اطلس جنوبی، هر سامانه حارّه‌ای قوی را بسیار نادر می‌کند و و توفند کاتارینا در سال ۲۰۰۴ تنها توفند ثبت‌شده اقیانوس اطلس جنوبی در تاریخ است. اوفان‌ها می‌توانند در تمام طول سال با اوج فعالیت در ماه‌های نوامبر تا مه در اقیانوس اطلس جنوبی ایجاد شوند. از سال ۲۰۱۱، مرکز آب‌نگاری نیروی دریایی برزیل، سامانه‌های حارّه‌ای و جنب‌حارّه‌ای در ضلع غربی حوضه و در نزدیکی سواحل شرقی برزیل را نام‌گذاری کرده است. این نام‌گذاری هنگامی انجام می‌شود که سرعت باد حداقل ۶۵ کیلومتر در ساعت (۴۰ مایل در ساعت) است؛ زیرا به‌طور کلی این مقدار حداقل سرعت باد پایدار پذیرفته شده برای یک اختلال هواشناسی است که به عنوان یک چرخند حاره‌ای در حوضه اقیانوس اطلس شمالی شناخته می‌شود.